# 24005 Еддіеозава
24005 Еддіеозава (24005 Eddieozawa) — астероїд головного поясу, відкритий 7 вересня 1999 року.
Тіссеранів параметр щодо Юпітера — 3,342.